# Alexandre Awi Mello
Alexandre Awi Mello ISch (* 17. Januar 1971 in Rio de Janeiro) ist ein brasilianischer römisch-katholischer Ordensgeistlicher. Er ist seit 2022 Generaloberer des Säkularinstituts der Schönstatt-Patres und damit zugleich Vorsitzender des Generalpräsidiums der internationalen Schönstattbewegung.

## Leben
Alexandre Awi Mello trat dem Säkularinstitut der Schönstatt-Patres bei und studierte Philosophie und Katholische Theologie an der Päpstlichen Katholischen Universität von Chile in Santiago de Chile. Mello empfing am 7. Juli 2001 das Sakrament der Priesterweihe.
Anschließend war er Pfarrvikar in der Pfarrei Nossa Senhora das Dores in Santa Maria. Außerdem war Mello als Assessor für das Jugendapostolat der Schönstattbewegung im südlichen und südöstlichen Brasilien und als nationaler Direktor der Schönstattbewegung in Brasilien tätig. 2000 erwarb Alexandre Awi Mello an der Philosophisch-Theologischen Hochschule Vallendar das Lizenziat im Fach Katholische Theologie. Danach begann er am International Marian Research Institute der University of Dayton ein Promotionsstudium im Fach Mariologie.
Außerdem war Mello von 2002 bis 2004 als Professor für Pastoraltheologie und Systematische Theologie am Institut Paul VI. in Londrina und von 2005 bis 2009 an der Pontifícia Universidade Católica do Paraná in Curitiba tätig. Seit 2012 war er Professor am Centro Universitário Salesiano in São Paulo.
Papst Franziskus ernannte ihn am 31. Mai 2017 zum Sekretär des Dikasteriums für Laien, Familie und Leben. Am 13. November 2020 berief ihn Papst Franziskus zudem zum Berater der Päpstlichen Kommission für Lateinamerika.
Während des 6. Generalkapitels der Schönstatt-Patres wurde Mello am 18. August 2022 zum neuen Generaloberen gewählt. Er wird dem Argentinier Juan Pablo Catoggio im Amt folgen.

## Schriften
- Mit Maria leben: Ein Gespräch mit Papst Franziskus, St. Benno 2016, ISBN 978-3-7462-4679-6.
- È Mia Madre. Incontri Con Maria, Formazione Cristiana E Liturgia 2018, ISBN 978-88-311-6581-5.
- Ela é minha mãe! - Encontros do Papa Francisco com Maria, Edicoes Loyola 2020, ISBN 978-85-15-04140-4